# Grote moskee van Aleppo
De Grote moskee van Aleppo of de Al-Djami' al-Kabir (soms ook wel de Omajjadenmoskee van Aleppo genoemd) is een moskee in de Syrische stad Aleppo. De moskee werd gebouwd tussen 710 en 715 door kalief Walid I van de Omajjaden. In 1169 brandde de moskee volledig af en deze werd later door Saladin opnieuw gebouwd.
De herbouwde moskee is een van de eerste belangrijke bouwwerken van de Seltsjoeken en herbergt relikwieën van de profeet Zacharias.
Tijdens de opstand in Syrië werd de moskee in oktober 2012 zwaar beschadigd. Op 24 april 2013 stortte de minaret volledig in.